# الصفا (جبلة)

تعديل مصدري - تعديل

الصفا محلة تابعة لقرية الكريف، التابعة لعزلة وراف بمديرية جبلة إحدى مديريات محافظة إب في الجمهورية اليمنية، بلغ تعداد سكانها 107 حسب تعداد اليمن لعام 2004.